# Caban (Automobilhersteller)
Yves Giraud-Cabantous war ein französischer Hersteller von Automobilen.

## Unternehmensgeschichte
Der Rennfahrer Yves Giraud-Cabantous gründete 1926 in Boulogne-Billancourt das Unternehmen, das seinen Namen trug, zur Produktion von Automobilen. Der Markenname lautete Caban. 1932 endete die Produktion. Insgesamt entstanden 28 Fahrzeuge.

## Fahrzeuge
Hergestellt wurden überwiegend Sportwagen, die auch bei Autorennen wie den 24-Stunden-Rennen von Le Mans eingesetzt wurden. Zur Wahl standen Vierzylindermotoren von Ruby, Salmson und S.C.A.P. Neben 19 Sport- und Rennwagen entstanden sechs Limousinen und drei Cabriolets.